# Ryszard Kamiński (teolog)
Ryszard Kamiński (ur. 7 marca 1942) – polski duchowny katolicki, teolog, prof. dr. hab.
Specjalizuje się w organizacji duszpasterstwa oraz teologii pastoralnej. Pełni funkcję dyrektora Instytutu Teologii Pastoralnej i Katechetyki Katolickiego Uniwersytetu Lubelskiego Jana Pawła II. Był członkiem Komitetu Nauk Teologicznych Polskiej Akademii Nauk. Od 1997 r. kanonik honorowy kapituły katedralnej siedleckiej.
W 2013 r. za wybitne osiągnięcia w pracy naukowo-badawczej i działalności dydaktycznej, za zasługi na rzecz rozwoju nauki został postanowieniem prezydenta Bronisława Komorowskiego odznaczony Krzyżem Oficerskim Orderu Odrodzenia Polski

## Ważniejsze publikacje
- Laski w czasie okupacji: 1939–1945 (1987, wraz z Alicją Gościmską),
- Przynależność do parafii katolickiej: studium pastoralne : rozprawa habilitacyjna (1987)
- Wprowadzenie do teologii pastoralnej (1992),
- Duszpasterstwo w społeczeństwie pluralistycznym (1997),
- Działalność zbawcza Kościoła w teorii i praktyce pastoralnej (2007),
- Parafia. Przemiany w strukturze i funkcjach parafii (2023).